# 美國空軍IFO21號班機空難
1996年4月3日，一架美軍的波音CT-43型軍用飞机於克羅地亞執行官方贸易任務時，在降落杜布羅夫尼克機場时失事墜毀於距離机场北部約3公里外的山區中。機上35人中只有一名女空中醫療軍士被救難人員發現的時候仍然活著，但在送往醫院途中於救護車內去世，而其他34人均在空难现场死亡。死難者名單中包括當時的美國商務部長羅納德·布朗。 
這架飛機是由波音737-200改装而来的T-43A导航训练用机，后来又被改造成CT-43A行政VIP运输机，由駐德國美國空軍第86中隊營運。跟民用的737不同，它的駕駛艙並沒有設置任何飛行紀錄儀，包括飞行数据记录仪和驾驶舱通话记录仪。

## 經過

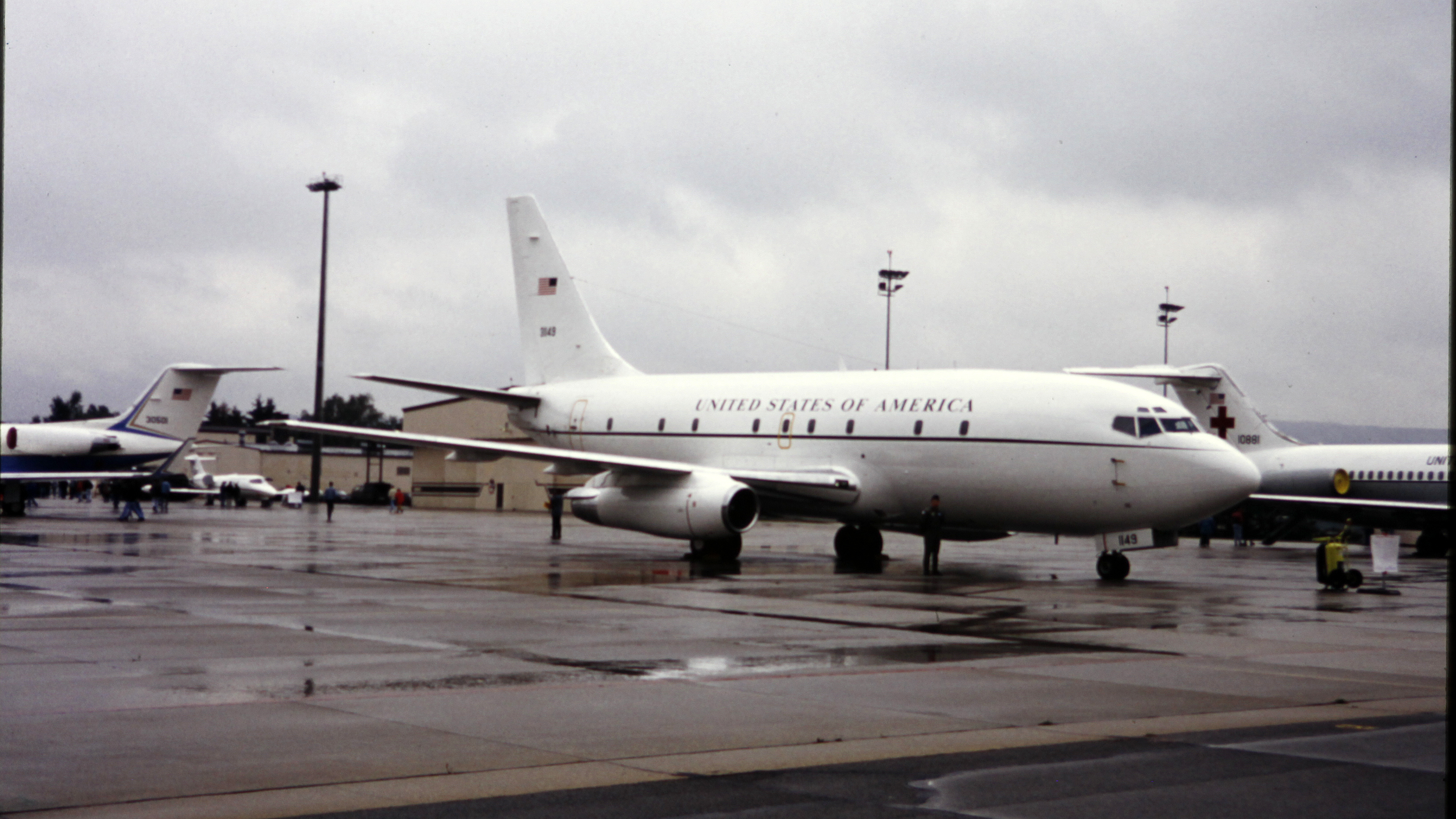
涉事的73-1149，摄于1993年

當天，編號73-1149的CT-43A飛機，以IFO-21的航班号运行，載著一批美國政府高官，準備前往克罗地亚杜布羅夫尼克開會，當時機上連同機組人員共35人。由於當地經歷過內戰，包括機場在內很多設施都被塞爾維亞大肆破壞，因此，該機於進場前需向西繞道而增加了約15分鐘航程。
由於負責該航班的機組人員，都是首次飛往該地，因此飛機準備進場時，美軍的E-3空中預警機多次告知IFO21班機偏離航道，著他們糾正。而當飛機準備降落時，當地天氣惡劣，下著狂風暴雨。機場塔台亦曾建議IFO21如有必要須轉降其他機場。可是可能機長怕機上的高官不悅，而繼續飛往杜布羅夫尼克。不久飛機地面迫近警告系統響起警報，表示飛機即將撞山。機員盡最大努力急速爬升，最後仍然撞山墜毀，並與杜布羅夫尼克機場塔台失去聯絡。
由於杜布羅夫尼克機場於內戰其間失去了很多包括雷達裝置的導航設施，因此，IFO21失去聯絡時，大家都不知道飛機在甚麼位置。直至飛機失蹤後4小時，救援人員才在杜布羅夫尼克機場以北3公里處的2300英尺高的山頂上發現了IFO21的殘骸。

## 調查
美國空軍意外調查局於事件发生後成立，並找尋飛機失事原因。由於飛機上沒有飛行記錄儀及駕駛艙通話記錄，調查初期已經困難重重。
飛機當時偏離了預定航道以北7度，最後墜毀在離機場以北3公里處一座2,300英呎高的山上。由於當時的克羅地亞剛經歷戰亂，很多導航設施都遭受破壞；而原有設施亦過於老舊。另一方面，飛機上只裝置有一個自動定位系統（ADF）。可是普通的民航客機都須裝置兩個ADF，更增加了機師降落難度。再加上當時天氣惡劣，令機組人員更加不得不依賴有限的導航設備進場。
由於無法以現代化的儀器及目視方式降落，機組人員亦須以進場用的地圖輔助降落。可是調查人員在機艙殘骸發現的地圖，上面標示的最低進場高度遠比美國使用的標準為低。在墜機現場附近，最低進場高度必須定於2,800尺，可是該地圖顯示的最低進場高度卻只有2,130尺。
事故調查報告後來指出，機師失誤、機場進場設施受破壞、飛機裝備不足，及軍方提供一份錯誤進場高度參考地圖，是這次空難的主因。美國空軍因此受到嚴厲譴責，因為他們不但沒有為軍用的T-43運輸機設置民用標準的安全設施，更向出事班機提供一份不合乎美國標準的進場高度地圖使用。因此，空軍其中兩人被降職；另外其中13人亦須為意外負責。

## 相關記錄片
是次空難已輯製成空中浩劫第四季第八輯「Inbound」(軍機空難)